# All My Life (Viper)
All My Life è il sesto album della band heavy metal Viper, pubblicato nel 2007 dalla Gravadora Eldorado ed è il primo dopo una lunga pausa durata poco più di dieci anni.

## Tracce
1. All My Life – 3:46
2. Come On Come On – 4:42
3. Miles Away – 3:33
4. Not That Easy – 4:21
5. Love Is All – 6:55
6. Cross the Line – 5:08
7. Do It All Again – 3:48
8. Violet – 4:44
9. Dreamer – 3:59
10. Soldier Boy – 2:51
11. Rising Sun – 5:25
12. Miracle – 4:28

## Formazione
- Ricardo Bocci - voce
- Pit Passarell - basso
- Felipe Machado - chitarra
- Val Santos - chitarra
- Renato Graccia - batteria

Altri musicisti
- Andre Matos - voce (traccia 5)
- Yves Passarell - chitarra (traccia 8)